# Nola flavescens
Nola flavescens är en fjärilsart som beskrevs av Dyar 1914. Nola flavescens ingår i släktet Nola och familjen trågspinnare. Inga underarter finns listade i Catalogue of Life.